# 크리스 맥쿼드
크리스 맥쿼드(Kris McQuade, 1952년 1월 1일 ~ )는 오스트레일리아의 배우, 영화배우이다.
코프스하버에서 태어났다.

## 영화
- 카고 (2017년)
- 헐리웃과 맞장뜨기: 호주 B무비의 세계 (2008년)
- 디셈버 보이즈 (2007년)
- 네드 켈리 (2003년)
- 멀릿 (2001년)
- 베터 댄 섹스 (2000년) - 택시기사 역
- 맥클로드의 딸들 (1995년)
- 브로큰 하이웨이 (1993년)
- 레지스탕스 (1992년)
- 댄싱 히어로 (1992년)
- 홈 앤 어웨이 (1988년) - 로라 브레넌 역
- 코카콜라 키드 (1985년)
- 사랑은 파도를 헤치고 (1983년)
- 마피아 결투 (1974년)